# Despenalización de la homosexualidad en Argentina
La despenalización de la homosexualidad en Argentina se refiere a la derogación de leyes penales, edictos policiales y prácticas represivas del Estado argentino, a nivel nacional y provincial, contra personas por practicar o tener sexualidades LGBT+. En Argentina la sodomía consentida, delito de base bíblica proveniente de la colonización española que se castigaba con la pena de muerte y que penalizaba varias conductas de corte sexual desde el sexo anal practicado por personas heterosexuales u homosexuales, hasta la zoofilia, el sexo oral y otras prácticas sexuales sin coito, fue excluido del Código Penal en 1886, sin ser reemplazado en adelante por ningún delito que penalizara las conductas relacionadas con prácticas sexuales consensuadas entre adultos o identidades de género. Sin embargo, el Estado nacional y los estados provinciales dictaron normas policiales que penalizaron la homosexualidad, el «travestismo» y otras conductas relacionadas con la sexualidad consensuada y el género. El último de dichos edictos policiales fue derogado en 2012. A partir de ese momento las orientaciones y géneros LGBT+ quedaron despenalizadas en Argentina, así como las conductas sexuales correspondientes entre adultos, no obstante en algunas legislaciones todavía están presentes expresiones con sesgo homofóbico, aunque sin aplicación en la práctica. Quedan en un espacio gris, al arbitrio de la interpretación judicial, las situaciones LGBT+ que involucran a personas mayores con menores de 16 y 17 años, potencialmente alcanzadas por el delito de corrupción de menores.

## Historia

### Pueblos originarios y era colonial
La conquista europea de América modificó radical y violentamente la sexualidad y las relaciones de género de la población americana. Los conquistadores impusieron un orden penal héteronormativo y patriarcal, impulsado por la Iglesia católica, que reprimió duramente todo apartamiento de una sexualidad reproductiva o contrario a una rígida división de la sociedad en dos géneros asignados al nacer por la Iglesia. Simultáneamente el poder colonial estableció un sistema de valores de desprecio y rechazo a las personas que tuvieran conductas sexuales y de género no heterosexuales.
Los conquistadores europeos impusieron un tipo de sexualidad basada estrictamente en la reproducción, que reprimía los actos sexuales cuyo objetivo era la obtención de placer, considerados como delitos y pecado de lujuria. En ese contexto jurídico-religioso, todos los regímenes coloniales europeos en América, incluyeron las relaciones sexuales entre hombres dentro del impreciso delito de sodomía, considerado como "crimen nefando", contra natura y contrario a Dios, castigando a quienes fueran hallados culpables a ser quemados en la hoguera.
En algunas partes los españoles mataron masivamente a los indígenas por vestirse con hábitos "de mujer" -refiriéndose a la ausencia de pantalones en la vestimenta indígena- calificándolos de sodomitas. Fray Bartolomé de las Casas relata uno de esos actos de barbarie: 

Ciertos españoles hallaron en cierto rincón de una de las dichas provincias tres hombres vestidos en hábitos de mujeres, a los cuales por solo aquello juzgaron ser de aquel pecado corrompidos (sodomía) y no por más probanza los echaron luego a los perros que llevaban, que los despedazaron y comieron vivos, como si fueran sus jueces.
Fray Bartolmé de las Casas

La "sodomía" fue considerada como una de las causas justas que habilitaba a los conquistadores españoles a declarar la "guerra" contra la población indígena.
Fernanda Molina constató 99 casos de condena por sodomía en el Virreinato del Perú (al que pertenecía el actual territorio de Argentina), durante los siglos XVI y XVII, tratándose en todos los casos de hombres que mantuvieron relaciones sexuales con otros hombres, o consideradas impropias del género asignado ("pelilargos, afeminados y travestidos").

Sodomía. Tanto las Partidas como la Recopilación Castellana castigaron al delito de homosexualidad, conocido también con el nombre de pecado nefando, con el último suplicio. La práctica era que, una vez muerto el sodomita, se quemaran sus restos en la hoguera. Una nueva costumbre, invocada en el siglo XVIII, tuvo por conmutadas aquellas penas por la de azotes y diez años de galeras. No obstante esto, a fines del siglo, todavía se registran sentencias que sancionan el crimen con la pena de muerte y la cremación del cadáver "aunque no sean usadas ni guardadas". Debe notarse que en el Río de la Plata, frecuentemente los naturales fueron señalados como proclives a este vicio.

### Continuidad del delito de sodomía
A partir del proceso de independencia de la dominación española (1810-1816), en Argentina se mantuvo el delito de sodomía hasta la eliminación tácita de la «sodomía consensuada» por el Código Penal de 1886. Por entonces, las relaciones sexuales entre hombres eran relativamente frecuentes en la región. Cuando en la segunda mitad del siglo XIX, los legisladores chilenos examinaron la situación de las relaciones homosexuales, concluyeron que, a diferencia del bestialismo, se trataba de una conducta que se practicaba con frecuencia, razón por la cual decidieron incluir la sodomía como delito en el Código penal chileno  de 1874 y excluir el bestialismo.

## Situación por provincias
La siguiente tabla reúne las diferentes leyes y decretos provinciales que han castigado a la población LGBT+:
| Provincia           | Legislación                              | Artículo(s) | Promulgación             | Derogación               |
| ------------------- | ---------------------------------------- | --- | ------------------------ | ------------------------ |
| Buenos Aires        | Ley 5109, Ley Electoral de la Provincia  | Art. 3.- No podrán votar:(...) 3. Por razón de indignidad:(...) l) Los homosexuales. | 9 de noviembre de 1946   | 7 de diciembre de 1990   |
| Buenos Aires        | Decreto-Ley 8031, Código de Faltas       | Art. 68.- Será penado con una multa de entre el quince (15) y el cuarenta (40) por ciento del haber mensual del Agente del Seguridad (Agrupamiento Comando) de la Policía de la Provincia de Buenos Aires y arresto de cinco (5) a treinta (30) días, la prostituta o el homosexual que se ofreciere públicamente, dando ocasión de escándalo o molestando o produjere escándalo en la casa que habitare. Art. 69.- Será sancionado con multa del veinte (20) al sesenta (60) por ciento del haber mensual el Agente de Seguridad (Agrupamiento Comando) de la Policía de la Provincia de Buenos Aires y arresto de diez (10) a treinta (30) días: a.- El propietario o encargado del hotel o casa de alojamiento o establecimiento comercial, cuando en sus dependencias se produjere escándalo con motivo de ejercicio de la prostitución o por actitudes o prácticas viciosas de homosexuales; b.- El sujeto de malos hábitos conocidos que sea encontrado en compañía de menor o de menores de dieciocho (18) años, en actitud sospechosa. Art. 92.- Será penado con multa entre el veinte (20) y el sesenta (60) por ciento del haber mensual del Agente de Seguridad (Agrupamiento Comando) de la Policía de la Provincia de Buenos Aires, y clausura, en caso de que se utilizare comercio o local para la infracción, de diez (10) a sesenta (60) días: (…) e.- El que en la vida diaria se vista y haga pasar como persona de sexo contrario. (…) Art. 93.- Será sancionado con multa entre el quince (15) y el cuarenta (40) por ciento del haber mensual del Agente de Seguridad (Agrupamiento Comando) de la Policía de la Provincia de Buenos Aires: a.- El que públicamente se exhibiera cambiando su apariencia física mediante el uso de pelucas o barbas postizas, caretas, antifaces o maquillajes, sin permiso de la autoridad competente. (…) | 29 de marzo de 1973      | 8 de octubre de 2008     |
| Catamarca           | Ley 1573, Código de Faltas               | Art. 101.- El que se vistiere o se hiciere pasar por persona de sexo contrario y ocasionare molestias, será reprimido con arresto de hasta veinte (20) días corridos o multa de diez a quince Unidades de Multa (10 a 15 U.M.). | 16 de enero de 1953      | 1 de diciembre de 2005   |
| Córdoba             | Ley 6392, Código de Faltas               | Vestimentas Contrarias a la Decencia Pública Art. 19.- Serán sancionadas con multa equivalente hasta una vez el importe del salario mínimo, vital y móvil o arresto hasta diez días, las personas de uno u otro sexo que se exhibieren en público con vestimentas contrarias a la decencia pública, con arreglo al lugar. Homosexual o Vicioso Sexual Frecuentador de Menores Art. 23.- Serán sancionados con arresto hasta noventa días los homosexuales o viciosos sexuales que frecuentaren a menores de dieciocho años. | 17 de abril de 1980      | 17 de noviembre de 1994  |
| Formosa             | Ley 794, Código de Faltas                | Art. 98.- Las personas de uno y otro sexo que públicamente o desde un lugar privado; pero con trascendencia al público, se ofrecieren a realizar actos sexuales, perversos o de homosexualismo, o incitaren al público a su realización, u ofrecieren realizar tales actos con prostitutas mediante palabras, gestos, escritos y otros medios análogos, serán reprimidas con arresto de cinco a treinta días. Cuando en las mismas circunstancias del párrafo anterior, una persona molestare a otra en razón de su sexo mediante palabras, gestos, ademanes, seguimientos o cualquier actitud de análoga significación, será sancionada con arresto de cinco a doce días. Art. 99.- Será sancionado con arresto de tres a quince días el que vistiere o se hiciere pasar como persona de sexo contrario. | 10 de septiembre de 1979 | 11 de mayo de 2012       |
| Jujuy               | Ley 219, Ley de Faltas y Contravenciones | Art. 63.- En los bailes públicos se prohíbe: 4) El baile inmoral o hacerlo entre los hombres. | 1 de agosto de 1951      | Vigente                  |
| La Rioja            | Decreto-Ley 4245, Código de Faltas       | Art. 39.- Serán reprimidos con hasta diez unidades de multas o arresto hasta diez días: h) Se aplicará el máximo de la sanción a los homosexuales, o viciosos que frecuenten a menores de 16 años; i) Los que se exhibieren en la vía pública o lugares públicos disfrazados con ropa del sexo opuesto. | 5 de septiembre de 1983  | 21 de diciembre de 2000  |
| La Rioja            | Decreto-Ley 4245, Código de Faltas       | Prostitución escandalosa y homosexualismo Art. 60.- El que individualmente o en compañía, se exhibiere, incitare, ofreciere o realizare señas o gestos provocativos a terceros en lugar público, abierto o expuesto al público, con el fin de ejercer la prostitución, o incitaren a menores de 16 años a actos inmorales y facilitaren o permitieren su entrada a sitios de prostitución y otros impropios para la moral, serán castigados con arresto de hasta treinta (30) días o hasta treinta (30) UM. La persona que de alguna forma ofreciere a los terceros el comercio sexual, será castigada con arresto de quince (15) a treinta (30) días o hasta treinta (30) UM. | 21 de diciembre de 2000  | Vigente                  |
| Mendoza             | Ley 3365, Código de Faltas               | Art. 54.- La mujer y el homosexual que, individualmente o en compañía, se exhibiere, incitare, ofreciere o realizare señas o gestos provocativos a terceros en lugar público, abierto o expuesto al público, con el fin de ejercer la prostitución, será castigado con arresto de diez (10) a treinta (30) días y multas de hasta un millón quinientos mil pesos ($ 1 500 000). | 25 de noviembre de 1965  | 2 de octubre de 2018     |
| Mendoza             | Ley 3365, Código de Faltas               | Art. 80.- El que en la vida diaria se vistiere y se hiciere pasar como persona de sexo contrario, será castigado con arresto hasta quince (15) días o con multa hasta un mil quinientos (1500) pesos. | 25 de noviembre de 1965  | 11 de octubre de 2006    |
| Neuquén             | Decreto-Ley 813, Código de Faltas        | Art. 58.- Será reprimida con multa de quinientos (500) a tres mil (3000) pesos o arresto de cinco (5) días hasta treinta (30) días, la mujer que, ejerciendo la prostitución, se ofrezca o incite públicamente en forma escandalosa. Art. 59.- En igual pena incurrirá el homosexual o vicioso sexual en las mismas circunstancias, o que, sin ellas, frecuentare intencionalmente a menores de 18 años. | 3 de agosto de 1962      | 25 de agosto de 2011     |
| San Juan            | Ley 6141, Código de Faltas               | Prostitución escandalosa y homosexualidad Art. 96.- La mujer que se ofreciere públicamente molestando o dando ocasión a escándalo, será castigada con arresto hasta treinta días. Igualmente será sancionado el varón que incurra en similar conducta. | 13 de diciembre de 1990  | 14 de septiembre de 2007 |
| Santa Cruz          | Ley 233, Código de Faltas                | Art. 55.- Las personas que en lugares públicos o de acceso público hagan manifiestamente proposiciones tendientes a prácticas homosexuales serán reprimidas con multas de cien a mil quinientos pesos o arresto de quince a cincuenta días. Igual sanción se aplicará a los homosexuales reconocidos que fueren hallados en hora o lugar sospechoso con menores de dieciocho años. | 11 de mayo de 1961       | 26 de octubre de 2006    |
| Santa Cruz          | Ley 233, Código de Faltas                | Art. 95.- El que en la vida diaria se vista como persona del sexo contrario o se haga pasar por tal, salvo en las fiestas del carnaval y con la debida autorización será reprimido con arresto hasta treinta días o multa hasta mil pesos. | 11 de mayo de 1961       | 8 de abril de 2010       |
| Santa Fe            | Ley 3473, Código de Faltas               | Art. 64.- Se impondrá arresto hasta cuatro meses o multa hasta veinte mil pesos ($ 20 000): d) Al que en la vida diaria se vista y se haga pasar como persona de sexo contrario. Prostitución escandalosa y homosexualismo Art. 66.- Se aplicará arresto hasta treinta días a la mujer que se ofrezca públicamente o provoque escándalo, y a las personas de ambos sexos que, en lugares públicos o en locales de libre acceso, hagan manifiestamente proposiciones deshonestas u ofrezcan relaciones con prostitutas. La pena podrá elevarse hasta dos meses de arresto si las proposiciones e incitaciones fueran dirigidas a un menor de 18 años. | 5 de noviembre de 1969   | 20 de mayo de 2003       |
| Santa Fe            | Ley 10703, Código de Faltas              | Art. 93.- Travestismo. El que se vistiere o se hiciere pasar por persona del sexo contrario y ocasionare molestias, será reprimido con arresto hasta veinte días. | 30 de mayo de 2003       | 29 de abril de 2010      |
| Santiago del Estero | Ley 2425, Código de Faltas               | Art. 77.- El que, sin estar comprendido en el artículo 129 del Código Penal, ofendiere a la decencia pública con actos o palabras torpes, será reprimido con arresto hasta diez días. Art. 78.- Se considera comprendido en los términos del artículo precedente: c) El que se exhibiere públicamente con ropas de otro sexo, siempre que la costumbre lo reprima, salvo durante las fiestas de carnaval u otras que estuviere permitido, pero en ningún caso cuando las vestimentas fueren indecorosas. Art. 84.- Será reprimido con arresto hasta ocho días o multa equivalente a dos (2) jornales del Peón Industrial como mínimo y como máximo hasta cuatro (4) jornales: b) El sujeto de malos hábitos reconocidos que se lo encuentre en compañía de un menor de 18 años. | 11 de agosto de 1953     | 16 de septiembre de 2008 |